# Zoagli
Zoagli (en dialecto ligur "Zuàggi") es una localidad italiana de la provincia de Génova, región de Liguria enclavado entre las localidades de Rapallo y Chiavari en el Golfo de Tigullio sobre el Mar de Liguria a 38 kilómetros de Génova, con 2.572 habitantes.

Ubicación de la ciudad de Zoagli dentro de la provincia de Génova.

## Historia
Fue fundada originalmente cono "Joagi" por la familia Fieschi de Lavagna en 1158.
Durante la Segunda Guerra Mundial fue bombardeada el 27 de diciembre de 1943, mereciendo la Medalla de bronce al mérito civil por el valor de sus habitantes y ánimo para su reconstrucción.
Alberga varios edificios de valor histórico y arquitectónico como la Torre Sarracena del Levante, la iglesia de San Pantaleón del siglo XII y el castillo del escritor Sem Benelli de 1914.

## Enlaces externos

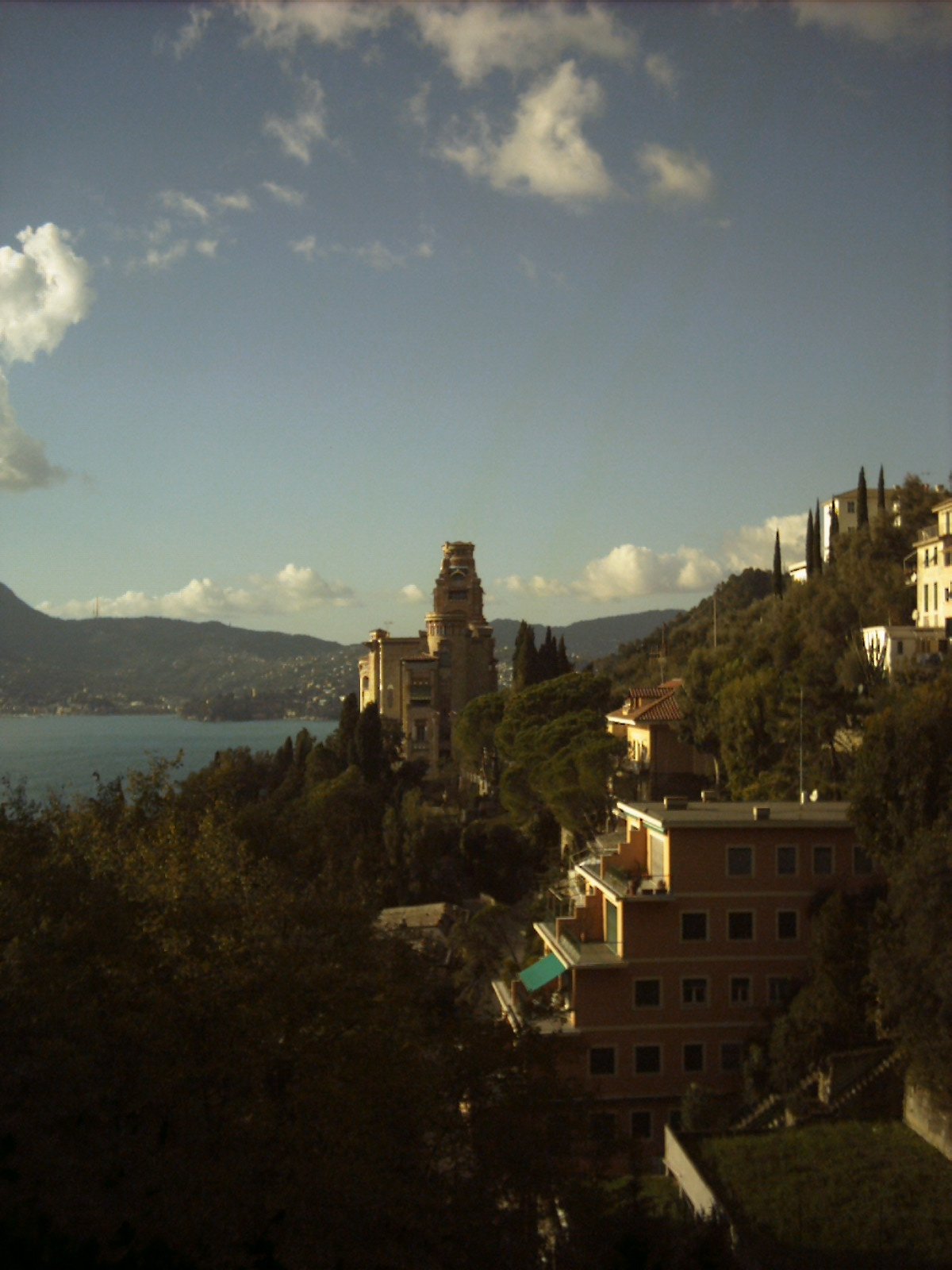
El castillo de Sem Benelli.

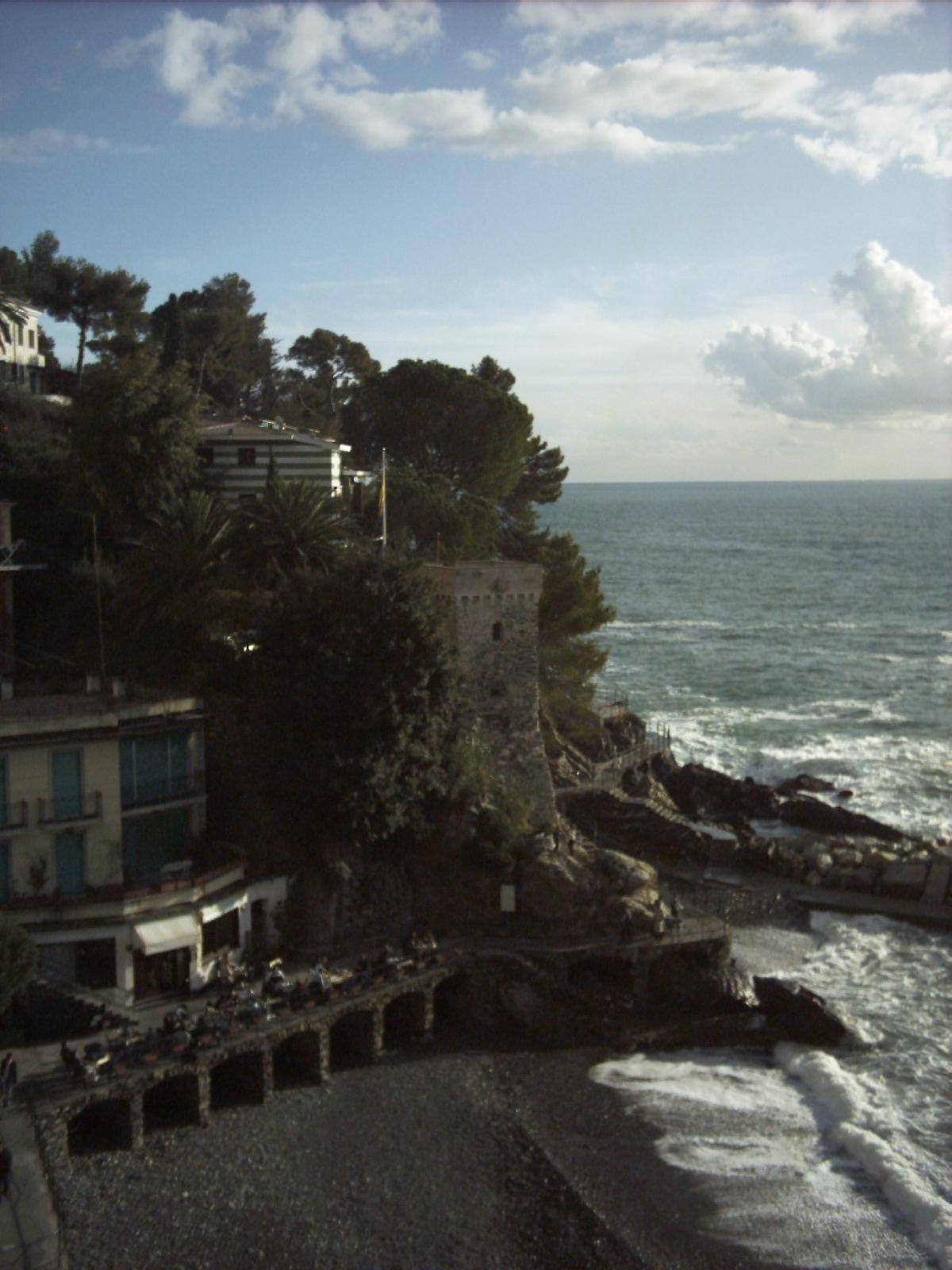
La torre sarracena.

## Evolución demográfica
| Gráfica de evolución demográfica de Zoagli entre 1861 y 2001 |
|                                                              |
| Fuente ISTAT - elaboración gráfica de Wikipedia              |